# Kumejima (Okinawa)
Kumejima (久米島町, Kumejima-chō, Okinawa: Kumishima) es una isla y una ciudad situada en el distrito de Shimajiri, prefectura de Okinawa, Japón. La ciudad está formada por las islas de Kume, Ōjima, Ōhajima, Torishima e Iōtorishima. Entre las islas, solo Kumejima y Ōjima están pobladas. Kumejima se encuentra a unos 100 kilómetros (62 mi) al oeste de Naha. Se puede acceder a la ciudad con el Nuevo Ferry de Kumejima, Japan Transocean Air o Ryukyu Air Commuter. El aeropuerto de Kumejima da servicio a la isla. En 2016, la ciudad tenía una población estimada de 7.647 habitantes y una densidad de población de 120 habitantes por kilómetro cuadrado (310/milla cuadrada). La superficie total es de 63,50 km² (24,52 millas cuadradas).
Se suele decir que la isla de Kume es una de las más bellas de Okinawa. Es muy conocida por sus textiles, llamados Kumejima-tsumugi, que han sido designados como un importante bien cultural inmaterial. La ciudad también es conocida por su Kumesen Awamori (sake de Okinawa) y sus aguas profundas. Las principales industrias de Kumejima son la caña de azúcar (sato-kibi), el turismo y los productos de aguas profundas.

## Historia
Históricamente, debido a la abundancia de agua dulce en Kume, el arroz se cultivó extensamente. En 1506, el reino de Ryukyu invadió Kume bajo el liderazgo de Shō Shin. Durante el gobierno de Ryukyu, la isla de Kume recibía frecuentes visitas de enviados chinos llamados "sapposhi" de camino al castillo de Shuri, en la isla de Okinawa. Cuando Japón se anexionó del Reino de Ryukyu, muchas familias nobles se mudaron de Shuri a Kume. 
En 1945, soldados japoneses mataron a 20 habitantes sospechosos de ser allegados a las fuerzas estadounidenses, entre ellos un bebé y varios niños.

## Geografía
Una superficie de 119 km² de tierra y mar está protegida como Parque Natural de la Prefectura de Kumejima y 255 ha de humedales han sido designadas Sitio Ramsar.
Se pueden ver numerosas formaciones rocosas únicas alrededor de la isla, como las Rocas Tatami, la Roca Boca de Pájaro, Miifugaa, la Montaña Garasaa, Tachijami y el sistema de cuevas Yajiyagama.

## Clima
Kumejima tiene un clima subtropical húmedo (clasificación climática de Köppen Cfa) que roza el clima de bosque tropical (Köppen Af) con veranos muy cálidos e inviernos suaves. Las precipitaciones son abundantes durante todo el año; el mes más lluvioso es mayo y el más seco, julio.

## Cultura
La Casa Uezu es una casa tradicional del gobernador de Ryukyuan que data de hace cientos de años. Los terrenos amurallados contienen jardines, una casa principal y edificios periféricos. La casa es una mirada tranquila y apacible a la historia de Okinawa.
En la isla de Kume hay cinco castillos que se pueden visitar. El más destacado es el castillo de Uegusuku, en el monte Uegusuku, que es el más alto de la prefectura de Okinawa. El castillo de Gushikawa también está designado como Tesoro Nacional